# Erich Miksch
Erich Miksch (* 1. August 1901; † 20. Oktober 1970) war von 1959 bis 1970 Generaldirektor der österreichischen Großbank Creditanstalt. 

## Biographie
Eingangs Leiter des Vorstandssekretariats der CA, wurde Erich R. Miksch 1959 Amtsnachfolger von Josef Joham als Generaldirektor des damals größten Bankinstituts des Landes. Gleich Joham pflegte er eine gewisse Zurückhaltung in der Öffentlichkeit. Nach Johams Tod wurde Miksch innerhalb kurzer Zeit zum Vorstandsdirektor und dann zum Vorsitzenden des Vorstands der mehrheitlich verstaatlichten Bank bestellt.
Ab 1959 war Erich Miksch Vizepräsident, ab 1963 Präsident der Wiener Börsekammer. Ebenfalls in den 1960er Jahren gehörte er dem Aufsichtsrat von Steyr Daimler Puch an, dessen Vorsitzender er war.
Miksch, als ehemaliges NSDAP-Mitglied nach 1945 zunächst nur auf Konsulentenbasis für die CA tätig, war bald nach dem Krieg wieder in der Bank angestellt worden. Er galt in der Zeit, in der er an der Spitze des Instituts stand, so wie sein Vorgänger sowie sein Nachfolger, als ÖVP-nah, trat nach dem Zeugnis von Zeitgenossen aber weniger machtbewusst auf als Joham. Unter Mikschs Führung konnte die Universität Wien den wertvollen Baugrund ihres Juridicums aus dem Immobilienbesitz der CA erwerben. Die vorsichtige bankpolitische Linie von Joham und dessen besonderes Augenmerk auf den Industriekonzern des Bankhauses behielt Miksch bei. Miksch starb, im Amt, an den Folgen eines Herzanfalls. Er wurde am Baumgartner Friedhof bestattet. Sein Nachfolger wurde Heinrich Treichl.